# Kim Bôi (xã)
Kim Bôi là một xã thuộc huyện Kim Bôi, tỉnh Hòa Bình, Việt Nam.

## Địa lý
Xã Kim Bôi nằm ở gần trung tâm huyện Kim Bôi, có vị trí địa lý:
- Phía đông giáp xã Kim Lập và xã Nam Thượng với ranh giới là sông Bôi
- Phía tây giáp xã Hợp Tiến
- Phía nam giáp huyện Lạc Sơn và xã Cuối Hạ
- Phía bắc giáp thị trấn Bo và xã Vĩnh Đồng.

Xã Kim Bôi có diện tích 41,10 km², dân số năm 2020 là 14.060 người, mật độ dân số đạt 322 người/km².

## Lịch sử
Trước năm 1945, Kim Bôi là một xã thuộc tổng Kim Bôi, châu Lương Sơn. Tổng Kim Bôi lúc bấy giờ có 3 xã: Hạ Bì, Kim Bôi và Kim Truy.
Sau Cách mạng Tháng Tám, các xã Kim Bôi và Kim Truy thuộc huyện Lương Sơn.
Ngày 22 tháng 1 năm 1957, Ủy ban kháng chiến hành chính Liên khu 3 ban hành quyết định chia xã Kim Bôi thành 5 xã: Hợp Kim, Kim Bình, Kim Bôi, Kim Sơn, Kim Tiến.
Ngày 17 tháng 4 năm 1959, huyện Kim Bôi được thành lập, các xã Kim Bôi, Kim Tiến và Kim Truy chuyển sang trực thuộc huyện Kim Bôi.
Ngày 7 tháng 12 năm 1963, Bộ Nội vụ ban hành Quyết định số 211-NV. Theo đó, chia xã Kim Truy thành 3 xã: Cuối Hạ, Kim Truy và Nam Thượng.
Đến năm 2018, xã Kim Bôi có diện tích 7,94 km², dân số là 4.001 người, mật độ dân số đạt 504 người/km². Xã Kim Tiến có diện tích 21,76 km², dân số là 4.618 người, mật độ dân số đạt 212 người/km², gồm 8 xóm: Cháo 1, Cháo 2, Gò Cha, Gò Mu, Vó Khang, Gò Khánh, Đồi 1, Đồi 2. Xã Kim Truy có diện tích 11,40 km², dân số là 4.604 người, mật độ dân số đạt 404 người/km².
Ngày 17 tháng 12 năm 2019, Ủy ban Thường vụ Quốc hội ban hành Nghị quyết số 830/NQ-UBTVQH14 về việc sắp xếp các đơn vị hành chính cấp huyện, cấp xã thuộc tỉnh Hòa Bình (nghị quyết có hiệu lực từ ngày 1 tháng 1 năm 2020). Theo đó, sáp nhập toàn bộ diện tích và dân số của hai xã Kim Tiến và Kim Truy vào xã Kim Bôi.